# Farní sbor Českobratrské církve evangelické v Chlebích
Farní sbor Českobratrské církve evangelické v Chlebích je sborem Českobratrské církve evangelické v Chlebích. Sbor spadá pod Poděbradský seniorát.
Sbor není obsazen, administruje f. Martin Fér.

## Faráři sboru
- Jakub Caha (1896–1903)
- Vladimír Jehlička (1926–1927)
- Jan Mikulecký (1931–1942)
- Jaromír Jun (1967–1981)
- Vlastimil Hajský (1983–1997)
- Miroslav Krejčík (2006–2008)
- Miroslav Německý (2010–2015)